# Tropaeolum leptophyllum
Tropaeolum leptophyllum är en krasseväxtart. Tropaeolum leptophyllum ingår i släktet krassar, och familjen krasseväxter.

## Underarter
Arten delas in i följande underarter:
- T. l. gracile
- T. l. leptophyllum

## Bildgalleri

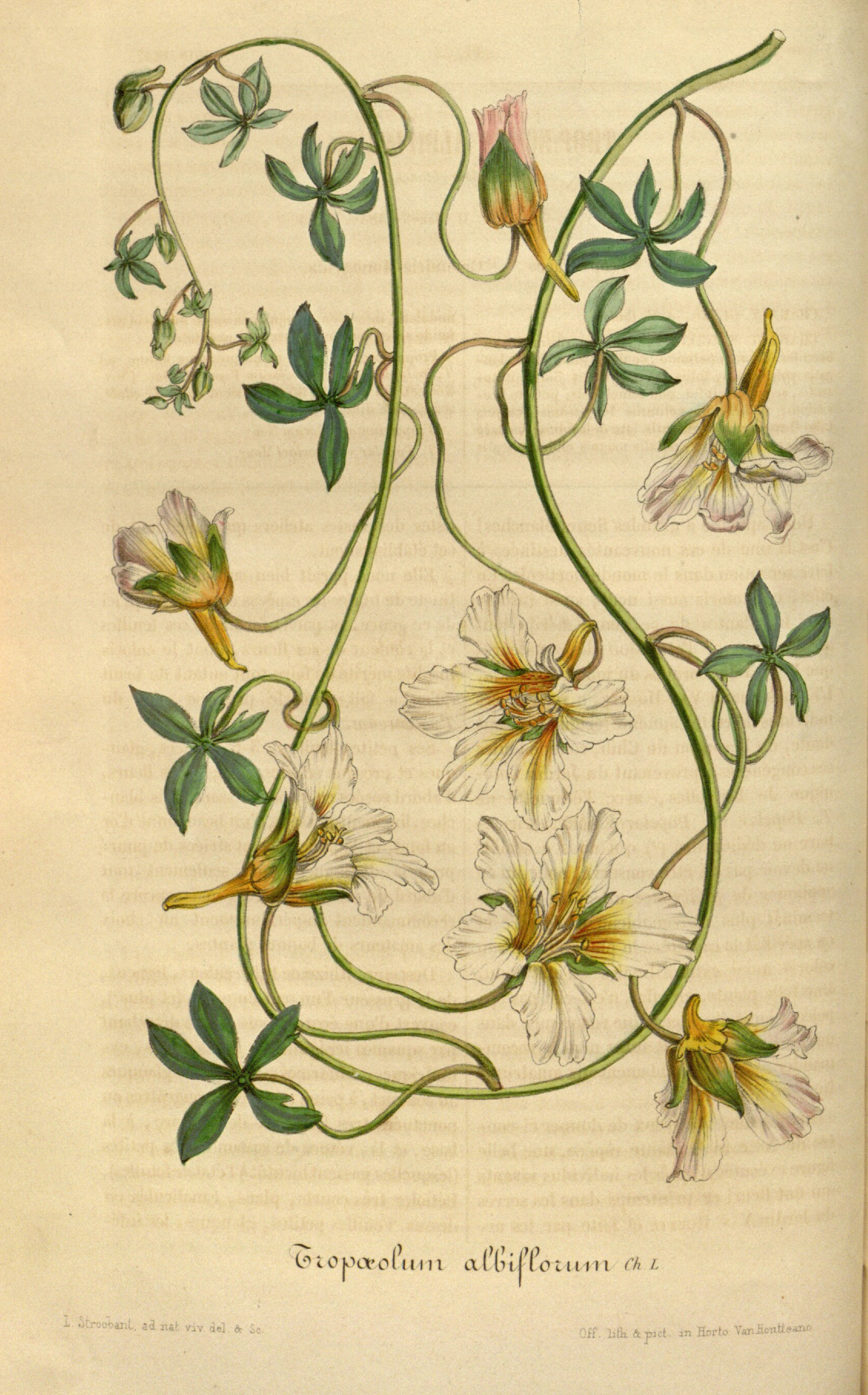
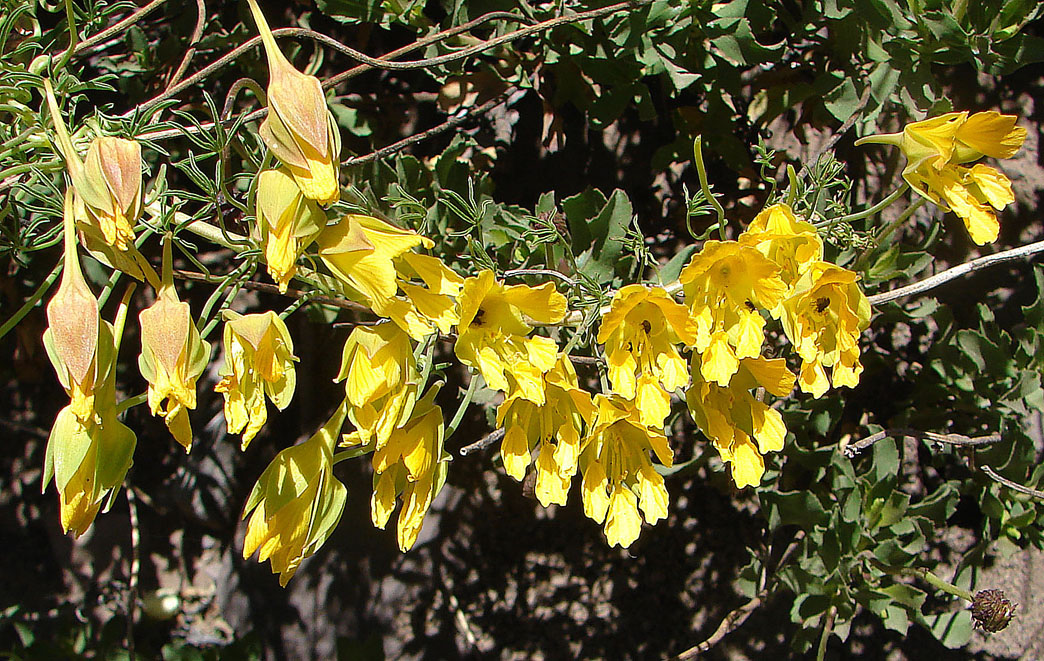